# Phlomis ekimii
Phlomis ekimii là một loài thực vật có hoa trong họ Hoa môi. Loài này được Dadand & H.Duman mô tả khoa học đầu tiên năm 2003.